# Hōgon-ji (Matsuyama)
Le Hōgon-ji (宝厳寺) est un temple bouddhiste de la secte Ji-shū consacré à Amida Buddha, situé à Matsuyama au Japon. Il est renommé pour être le berceau du sage bouddhiste Ippen, qui fonde la secte Ji (temps) comme une émanation de la secte Jōdo (Bouddhisme de la Terre Pure) en 1276.

## Histoire
Selon les documents du temple, celui-ci est fondé en 668 par un ancêtre du clan Kōno à la demande de l'impératrice Kōgyoku. À l'époque, il est affilié à la secte Hossō-shū et change plus tard pour la secte Tendai. En 1292, trois ans après la mort d'Ippen, le temple est reconstruit comme temple de la secte Ji par Sen'a, un disciple d'Ippen.

## Bâtiments et enceinte
Outre le bâtiment principal, l'enceinte du temple comprend un jardin sec et plusieurs kuhi (haiku sur pierre) et autres monuments en pierre.
Le kuhi comporte un haiku du poète Masaoka Shiki de Matsuyama :
色里や十歩はなれて秋の風（正岡子規）
irozato ya jippa hanarete aki no kaze
quartier chaud
à seulement dix pas
vent d'automne
Parmi les autres kuhi, les haiku de Mokichi Saitō et Kawada Jun.

## Trésors
Le trésor le plus précieux du temple est une représentation en bois de Saint Ippen debout (木造一遍上人立像) de 114 cm de haut du milieu de l'époque de Muromachi, désignée bien culturel important, daté du milieu de l'époque de Muromachi (XIVe siècle-XVIe siècle).